# Noyau aromatique simple
Les noyaux aromatiques simples, aussi appelés aromatiques simples, sont des composés aromatiques qui contiennent uniquement un système cyclique plan conjugué. La plupart d'entre eux portent des noms triviaux.
Ils peuvent être des sous-structures de molécules de complexité variable (ex. : « aromatiques substitués » tels les alkylbenzènes et les phénols, nucléotides).

## Typologie
On distingue les aromatiques simples :
- monocycliques : ce sont en général des noyaux à 5 ou 6 chaînons ;
- polycycliques, fusionnés (ex. : naphtalène, un hydrocarbure bicyclique) ;
- hétérocycliques.

## Exemples
|                                     |                                                       |                                                       |  |
| Noyaux à 5 chaînons                 | Noyaux à 5 chaînons fusionnés à un noyau à 6 chaînons | Noyaux à 5 chaînons fusionnés à un noyau à 6 chaînons |  |
| Furane                              | Benzofurane                                           | Isobenzofurane                                        |  |
| Pyrrole                             | Indole                                                | Isoindole                                             |  |
| Thiophène                           | Benzothiophène                                        | Benzo[c]thiophène                                     |  |
| Imidazole                           | Benzimidazole                                         | Purine                                                |  |
| Pyrazole                            | Indazole                                              |                                                       |  |
| Oxazole                             | Benzoxazole                                           |                                                       |  |
| Isoxazole                           | Benzisoxazole                                         |                                                       |  |
| Thiazole                            | Benzothiazole                                         |                                                       |  |
|                                     |                                                       |                                                       |  |
| Noyaux à 6 chaînons                 | Noyaux à 6 chaînons fusionnés                         | Noyaux à 6 chaînons fusionnés                         |  |
| Benzène                             | Naphtalène                                            | Anthracène                                            |  |
| Pyridine                            | Quinoléine                                            | Isoquinoléine                                         |  |
| Pyrazine                            | Quinoxaline                                           | Acridine                                              |  |
| Pyrimidine                          | Quinazoline                                           |                                                       |  |
| Pyridazine                          | Cinnoline                                             | Phtalazine                                            |  |
|                                     |                                                       |                                                       |  |
| Les trois isomères de la triazine : |                                                       |                                                       |  |
| 1,2,3-Triazine                      | 1,2,4-Triazine                                        | 1,3,5-Triazine (s-triazine)                           |  |